# 集装箱

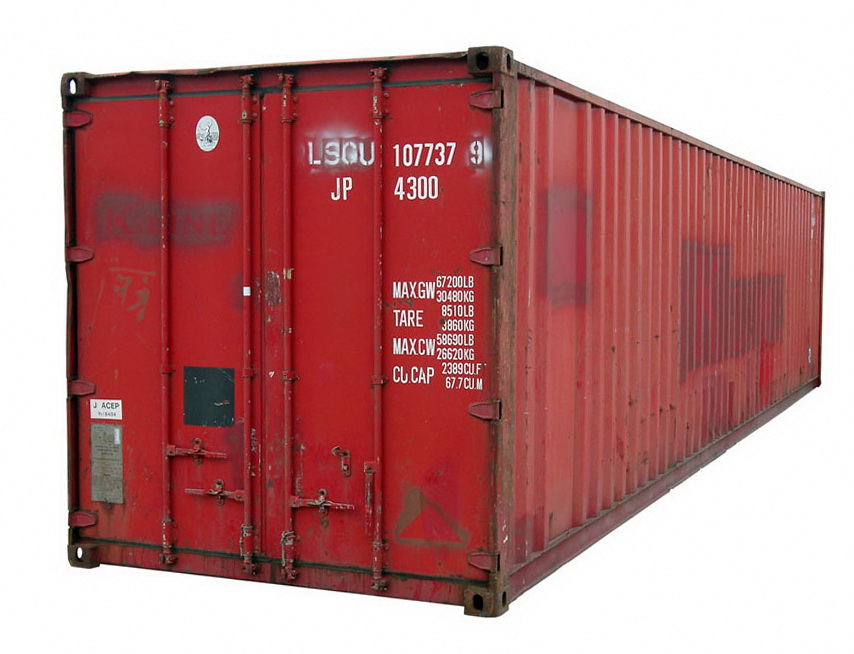
40英尺的集装箱

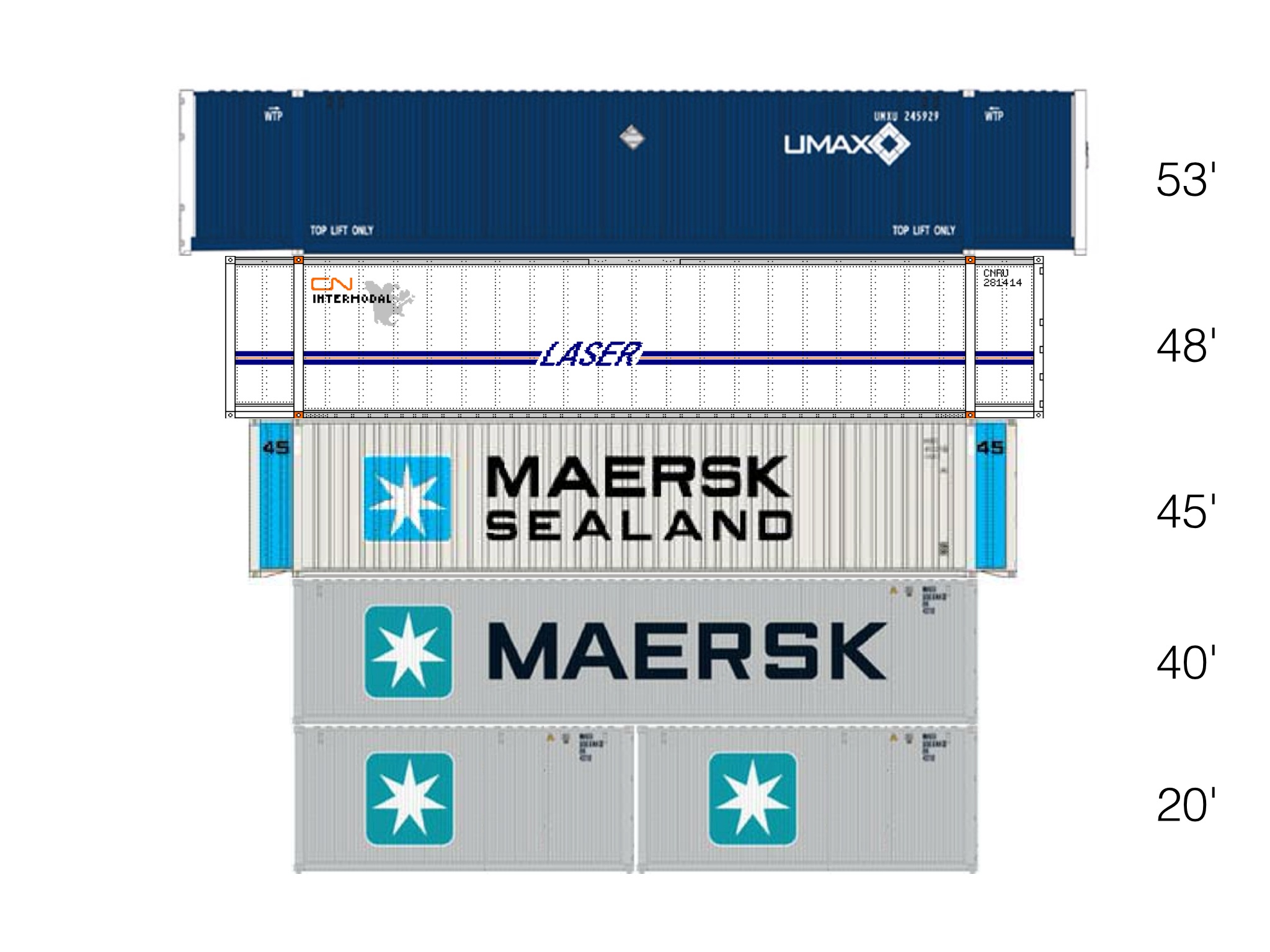
不同長度的集裝箱

集装箱是一種按规格标准化的鋼製箱子，其格式劃一並可以層層堆叠，故可大量放置於特別設計的遠洋輪船，為世界各地的生產商提供比空運更廉價的大量運輸服務。
国际集装箱运输公司的集装箱来源主要是自有和外租。中国大陆是目前世界上最大的集装箱生产地，生产全球超过96％的干货集装箱和100％的冷藏集装箱。

## 历史
貨櫃是由美國商人馬爾科·麥連在1950年代所發想出來，他原本是卡車司機。1957年4月，世界第一艘貨櫃輪蓋特威城號開始航行於紐約、佛羅里達與德州之間航線。

## 貨櫃分類
集装箱的类型按所装货物分为：
- 普通集装箱（dry container），俗稱「乾柜」，以装运杂货为主，占集装箱总数的70%-80%。
- 冷藏集装箱（reefer container），俗稱「冷櫃」，可以运载鲜果食品等物。
- 开顶集装箱（open top container），装运时用防水布覆盖顶部，用于装载体积高大的物体。
- 框架集装箱（flat rack container），可以从侧面装卸货物。
- 平板集装箱（platform container），用以装载超长货物。
- 通风集装箱（ventilated container），箱壁有通风口。
- 挂衣集装箱（dress hanger container），适合于装运服装类商品。
- 液罐集装箱（tank container），是将液罐固定在金属框架内，运输液体货物。

## 规格
集装箱的尺寸和可载重量基于如下标准进行规范：

- ISO 668：2013 货运集装箱系列1.分类、尺寸规格和额定值[2]
- GB/T 1413-2023：系列1集装箱 分类、尺寸和额定质量[3]

除此以外，目前还有长度为48英尺和53英尺的集装箱，这主要是用于美国国内货物运输。以及日本貨物鐵道（JR貨物）常用的12呎小型貨櫃。
下表给出了常用的集装箱参数

|           |           | 集装箱规格                  | 集装箱规格                    | 集装箱规格               | 集装箱规格                  | 集装箱规格               | 集装箱规格               |
| 20 英尺   | 40 英尺   | 40 英尺 高立方              | 45 英尺 高立方                | 48 英尺                  | 53 英尺                     |                          |                          |
| --------- | --------- | --------------------------- | ----------------------------- | ------------------------ | --------------------------- | ------------------------ | ------------------------ |
| 外部 尺寸 | 长        | 19英尺10.5英寸 （6.058米）  | 40英尺0英寸 （12.192米）      | 40英尺0英寸 （12.192米） | 45英尺0英寸 （13.716米）    | 48英尺0英寸 （14.630米） | 53英尺0英寸 （16.154米） |
| 外部 尺寸 | 宽        | 8英尺0英寸 （2.438米）      | 8英尺0英寸 （2.438米）        | 8英尺0英寸 （2.438米）   | 8英尺0英寸 （2.438米）      | 8英尺6英寸 （2.591米）   | 8英尺6英寸 （2.591米）   |
| 外部 尺寸 | 高        | 8英尺6英寸 （2.591米）      | 8英尺6英寸 （2.591米）        | 9英尺6英寸 （2.896米）   | 9英尺6英寸 （2.896米）      | 9英尺6英寸 （2.896米）   | 9英尺6英寸 （2.896米）   |
| 内部 尺寸 | 长        | 19英尺3英寸 （5.867米）     | 39英尺545⁄64英寸 （12.032米） | 39英尺4英寸 （11.989米） | 44英尺4英寸 （13.513米）    | 47英尺6英寸 （14.478米） | 52英尺6英寸 （16.002米） |
| 内部 尺寸 | 宽        | 7英尺819⁄32英寸 （2.352米） | 7英尺819⁄32英寸 （2.352米）   | 7英尺7英寸 （2.311米）   | 7英尺819⁄32英寸 （2.352米） | 8英尺2英寸 （2.489米）   | 8英尺2英寸 （2.489米）   |
| 内部 尺寸 | 高        | 7英尺957⁄64英寸 （2.385米） | 7英尺957⁄64英寸 （2.385米）   | 8英尺9英寸 （2.667米）   | 8英尺915⁄16英寸 （2.691米） | 8英尺11英寸 （2.718米）  | 8英尺11英寸 （2.718米）  |
| 开门 大小 | 宽        | 7英尺81⁄8英寸 （2.340米）   | 7英尺81⁄8英寸 （2.340米）     | 7英尺6英寸 （2.286米）   | 7英尺81⁄8英寸 （2.340米）   | 8英尺2英寸 （2.489米）   | 8英尺2英寸 （2.489米）   |
| 开门 大小 | 高        | 7英尺53⁄4英寸 （2.280米）   | 7英尺53⁄4英寸 （2.280米）     | 8英尺5英寸 （2.565米）   | 8英尺549⁄64英寸 （2.585米） | 8英尺10英寸 （2.692米）  | 8英尺10英寸 （2.692米）  |
| 内部体积  | 内部体积  | 1,169 cu ft （33.1 m3）     | 2,385 cu ft （67.5 m3）       | 2,660 cu ft （75.3 m3）  | 3,040 cu ft （86.1 m3）     | 3,454 cu ft （97.8 m3）  | 3,830 cu ft （108.5 m3） |
| 最大 毛重 | 最大 毛重 | 66,139磅 （30,000）         | 66,139磅 （30,000）           | 68,008磅 （30,848）      | 66,139磅 （30,000）         | 67,200磅 （30,500）      | 67,200磅 （30,500）      |
| 空载重量  | 空载重量  | 4,850磅 （2,200）           | 8,380磅 （3,800）             | 8,598磅 （3,900）        | 10,580磅 （4,800）          | 10,850磅 （4,920）       | 11,110磅 （5,040）       |
| 净载重    | 净载重    | 61,289磅 （27,800）         | 57,759磅 （26,199）           | 58,598磅 （26,580）      | 55,559磅 （25,201）         | 56,350磅 （25,560）      | 56,090磅 （25,440）      |

## 用途

### 运输

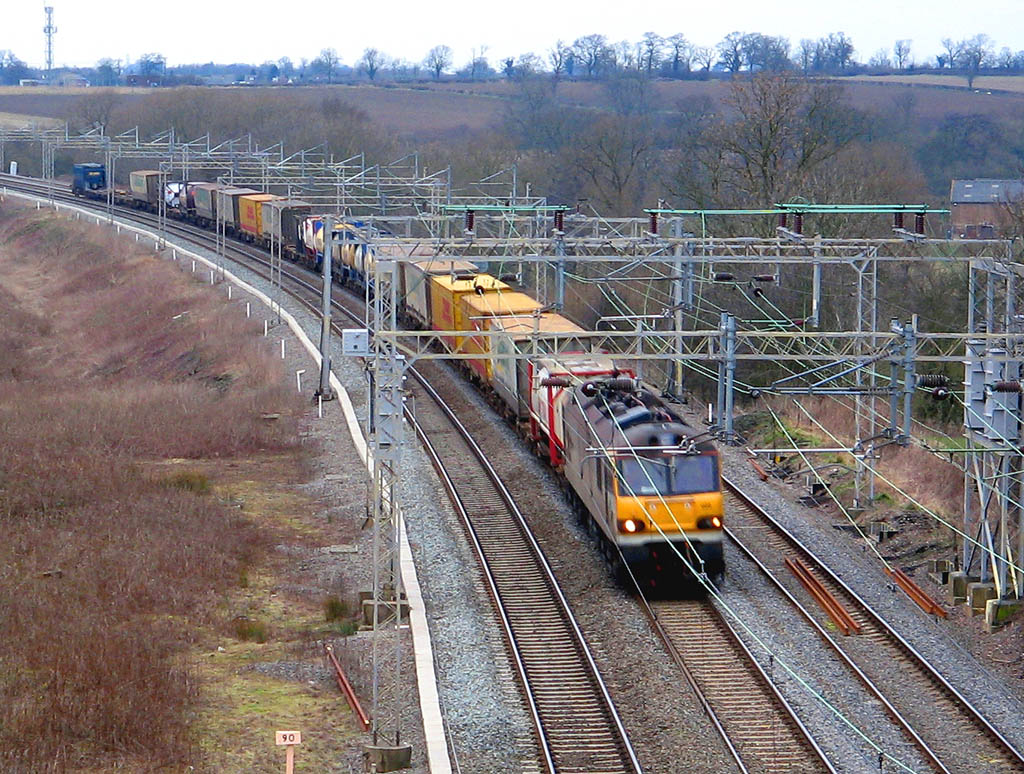
火車運送貨櫃

一般的集装箱大船可以装五千到八千箱。货物集装之后，在水陆空转运的过程中就不需要再重新装箱，可以节省货主和船东的经费與時間。集装箱在上船以前，一般由大卡车拉或者用火车從其他地方運往貨櫃碼頭；與此同時，當貨物到岸後，亦再經由這些交通工具把貨物從貨櫃碼頭運往目的地。

#### 集装箱船
集装箱船的大小一般以能装载多少20呎標準貨櫃（Twenty-foot Equivalent Unit，縮寫作TEU）计算，例如一个40英尺标准櫃就是2TEU。例如能装载5,000个标准櫃的船，便稱為擁有5,000TEU的運載力。目前世界上正在运营的最大的集装箱船是長榮A級貨櫃船，例如該級貨輪的一號船長範輪（Ever Ace），擁有接近400公尺的長度以及23,992個20呎標準貨櫃的裝載量。

#### 集装箱码头

集装箱码头
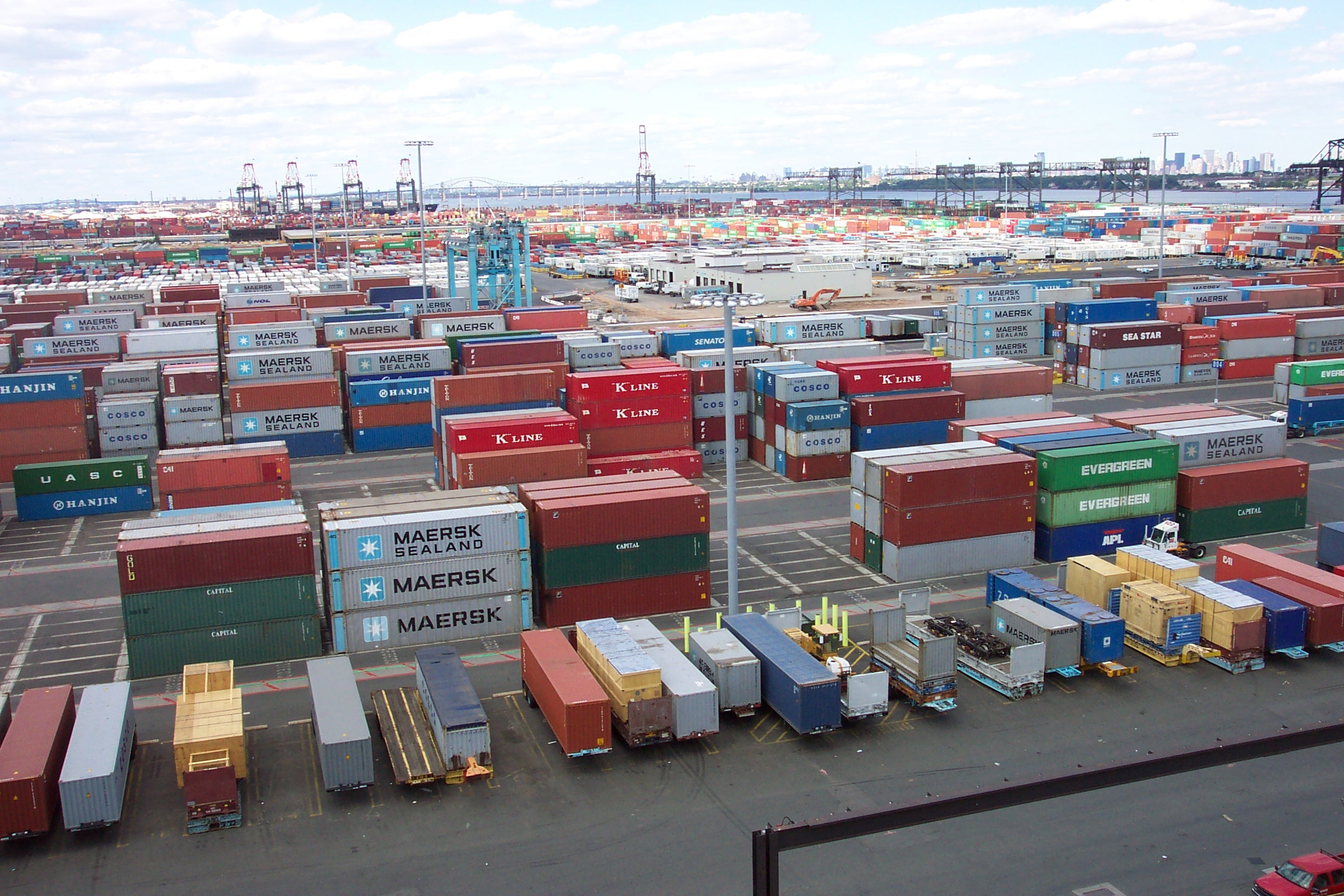
美國伊莉莎白港貨櫃碼頭
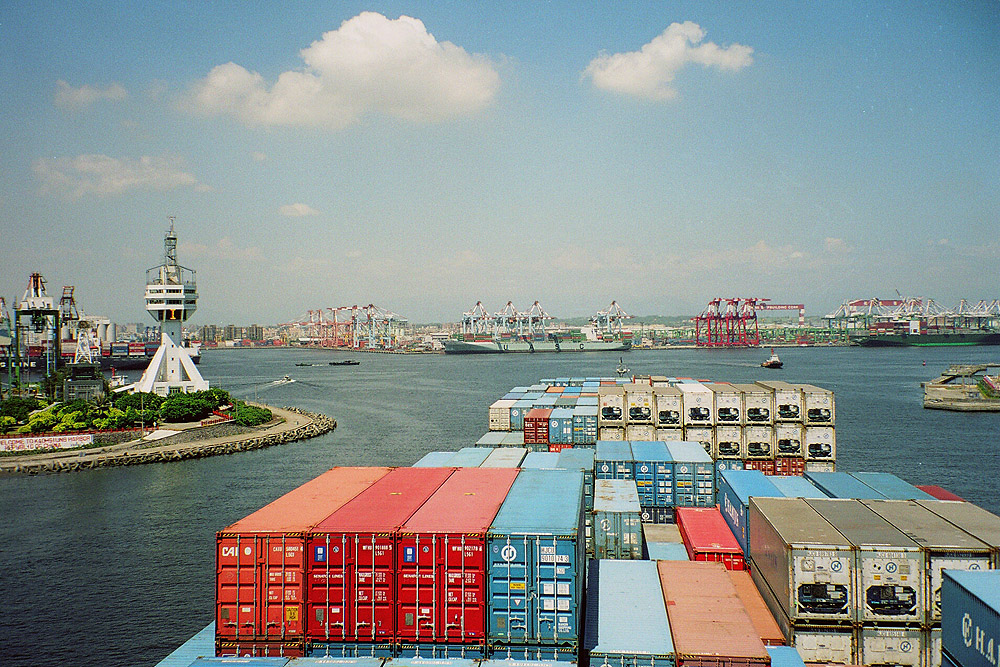
台灣高雄港的貨櫃碼頭
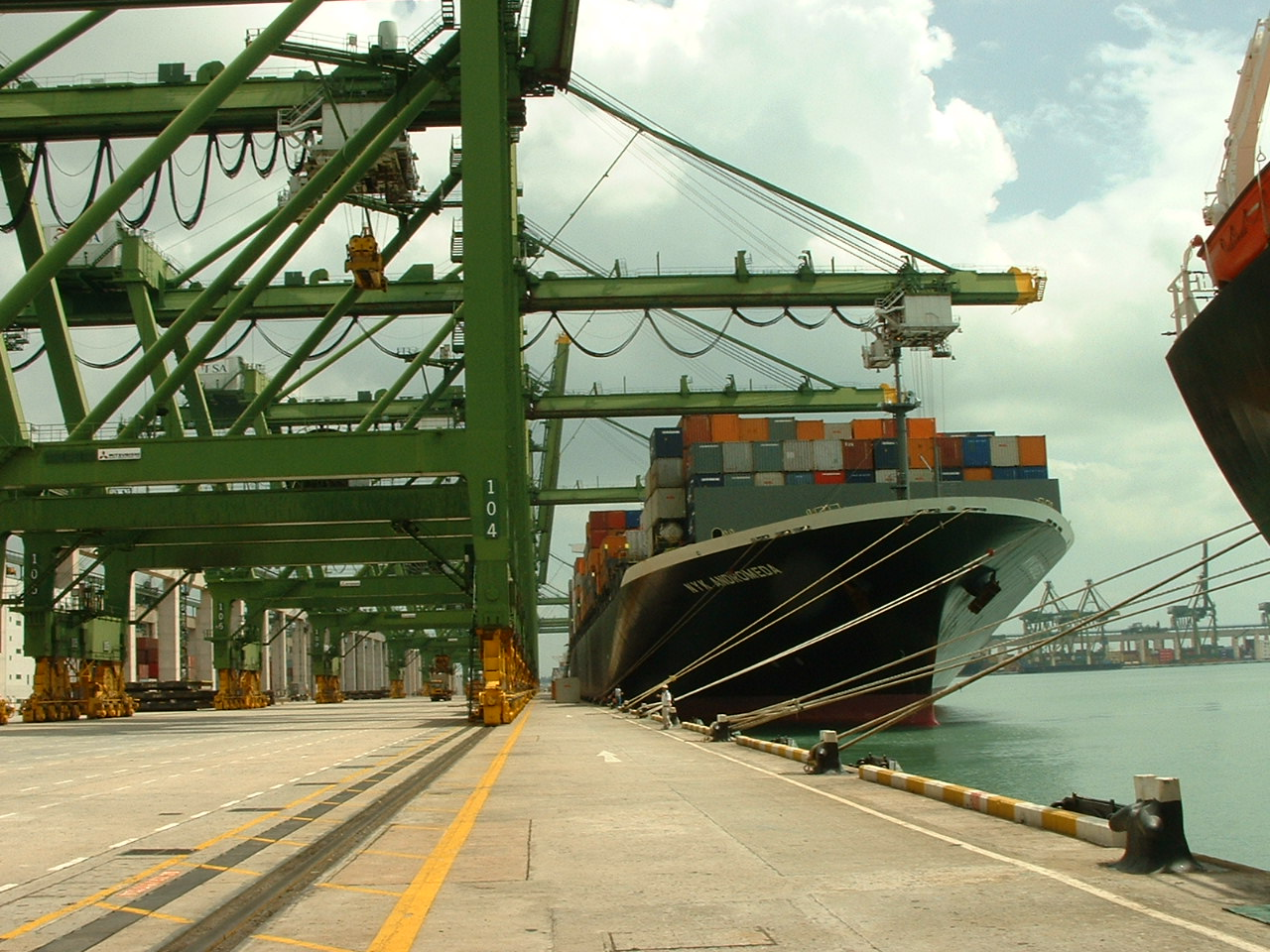
新加坡的碼頭與貨櫃船

#### 集装箱航运商
| 2023 | 2019 | 2018 | 2014 | 公司                 | 英文        | 联盟     | 国家/地區 | 运力（20英尺集装箱TEU）                       | 市场占有率                                    |
| ---- | ---- | ---- | ---- | -------------------- | ----------- | -------- | --------- | --------------------------------------------- | --------------------------------------------- |
| 1    | 2    | 2    | 2    | 地中海航运公司       | MSC         | 2M聯盟   | 瑞士      | 5,497,954                                     | 19,7%                                         |
| 2    | 1    | 1    | 1    | 马士基               | Maersk      | 2M聯盟   | 丹麦      | 4,120,720                                     | 14.8%                                         |
| 3    | 4    | 3    | 3    | 达飞海运             | CMA CGM     | 海洋联盟 | 法國      | 3,500,226                                     | 12.5%                                         |
| 4    | 3    | 4    | 5    | 中國遠洋             | COSCO       | 海洋联盟 | 中国大陆  | 3,051,782                                     | 10.9%                                         |
| 5    | 5    | 5    | 6    | 赫伯罗特             | Hapag-Lloyd | THE聯盟  | 德国      | 1,964,638                                     | 7.0%                                          |
| 6    | 6    | -    | -    | 海洋网联船务         | ONE         |          | 日本      | 1,701,887                                     | 6.1%                                          |
| 7    | 7    | 6    | 4    | 長榮海運             | Evergreen   | 海洋联盟 | 臺灣      | 1,635,955                                     | 5.9%                                          |
| 8    | 9    |      |      | 現代商船             | HMM         | 2M聯盟   |           | 783,732                                       | 2.8%                                          |
| 9    | 8    | 8    |      | 阳明海运             |             | THE聯盟  | 臺灣      | 707,423                                       | 2.5%                                          |
| 10   |      | 15   |      | 以星综合航运         | Zim         |          | 以色列    | 583,250                                       | 2.1%                                          |
| 12   | 10   |      |      | 太平船務             | PIL         |          | 新加坡    | 293,682                                       | 1.1%                                          |
| -    | -    | 7    |      | 东方海外货柜航运公司 | OOCL        |          | 香港      | 2018年8月9日併入中國遠洋                      | 2018年8月9日併入中國遠洋                      |
| -    | -    | 9    |      | 商船三井             | Mitsui      |          | 日本      | 2018年4月1日同川崎汽船所共組的ONE船運開始運營 | 2018年4月1日同川崎汽船所共組的ONE船運開始運營 |
| -    | -    | 10   |      | 日本邮船             | NYK         |          | 日本      | 2018年4月1日同川崎汽船所共組的ONE船運開始運營 | 2018年4月1日同川崎汽船所共組的ONE船運開始運營 |

### 貨櫃屋

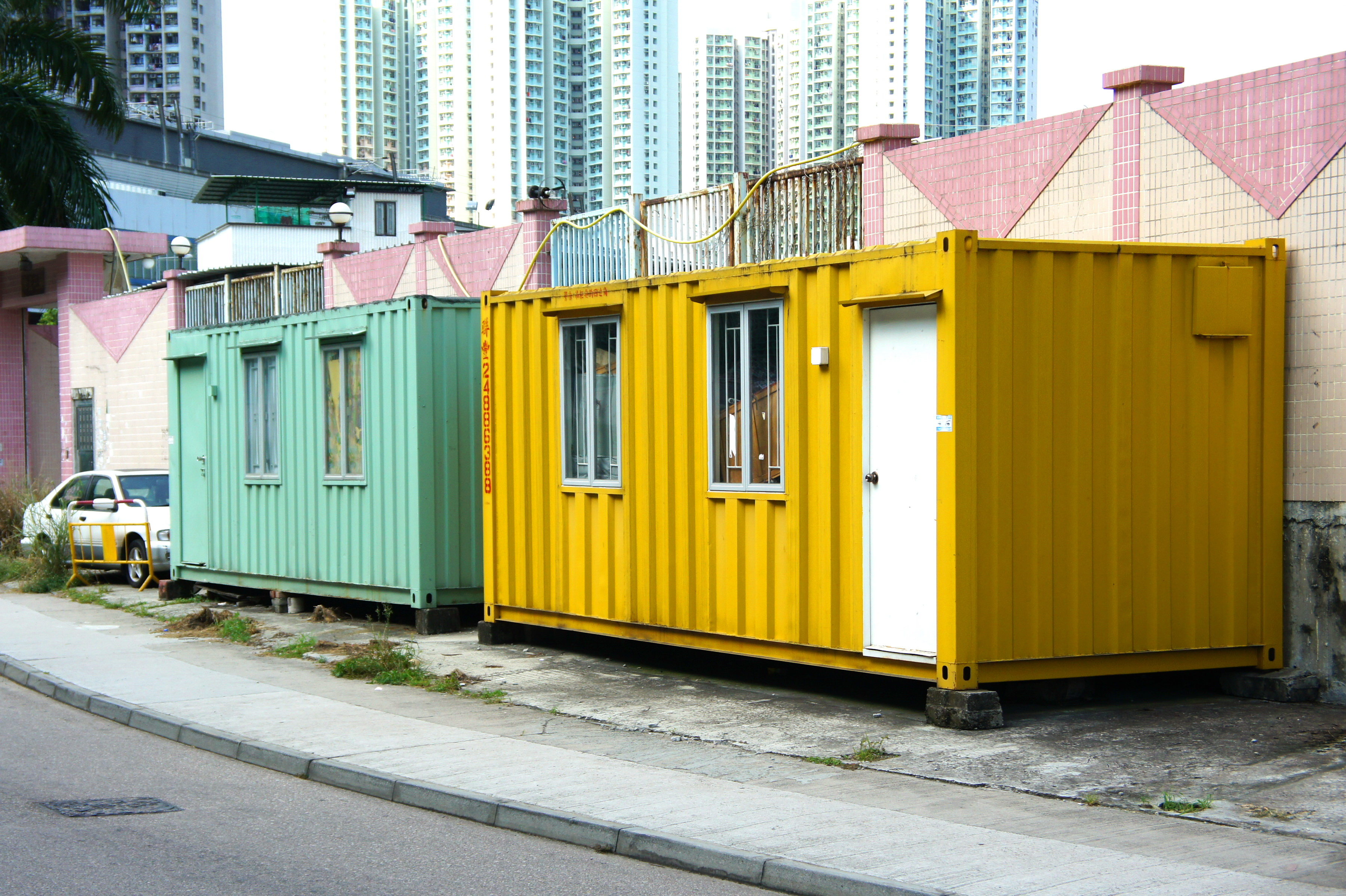
用作臨時辦公室的貨櫃

除了用作運輸外，被廢棄的集装箱還會在戶外地方用作臨時辦公室、臨時貨倉等用途，稱為貨櫃屋。2018年米蘭設計周中，德國設計公司Containerwerk擺放了以貨櫃住宅為主題，企劃名為「future is living in a cube」的貨櫃裝置，貨櫃以二手回收為主，希望以有限的資源，減低居住成本。同時以「流動性」作主要概念，因貨櫃可以隨時組裝及拆卸，認為非常適合現今的新一代。

### 其他
Google、IBM、鴻海等IT公司則將貨櫃改裝成資料中心，必要時可用拖車載運到所需地點，接上電源及網路後即可運作。
一些負責安排偷渡的犯罪份子（蛇头）也曾利用集装箱在世界各地周转的特点来犯罪和牟利，他们组织偷渡者（人蛇）躲藏在集装箱裡，待集装箱到达目的地时设法安排偷渡犯离开集装箱和船舶，达到偷渡的目的。这是一种极大的冒险，不少偷渡者曾因食物、空氣、環境、疾病等問題而死於運送中的集装箱中，由於集装箱內的空氣不流通，偷渡者又只能在狹窄的環境內排泄和進食，不少人在期間發病而互相傳染，衛生環境亦因此不理想。其中發生過多次被揭發的慘劇，包括2000年6月被傳媒大幅報導的多佛惨案——在一卡車集装箱中發現了58具越南偷渡客的屍體，當時生還者只餘兩人，輿論一片嘩然。2019年11月，類似的情況再次發生在英國。